# Nomia rufa
Nomia rufa là một loài Hymenoptera trong họ Halictidae. Loài này được Friese mô tả khoa học năm 1918.